# 地球化学
地球化学（ちきゅうかがく、geochemistry）とは、地球や地球の構成物質について化学的な手段を用いて研究する学問分野。地球を構成する元素とその同位体、そして各種元素からなる化学物質・鉱物の分布や挙動を研究対象とする。地質学と化学の学際分野である。大気、火山ガス、水、塵、土、堆積物、岩石、生物の遺骸、人間活動由来の化学物質など、地球上に存在する物質はすべて研究対象になりうる。

## 歴史
地球化学が発展したのは20世紀である。例えば、スイス生まれのノルウェー人科学者であるヴィクトール・モーリッツ・ゴルトシュミットは、地球での元素の分布や挙動のメカニズムを研究し、成果を『Geochemische Verteilungsgesetze der Elemente』にまとめており、ゴルトシュミットは地球化学の父とも呼ばれている。また、ロシア人科学者ウラジーミル・ヴェルナツキーは生物と地球の相互作用について考察を試みた最初期の人物であり、地球化学および生物地球化学の基礎を築いた。
地球化学は当初は固体地球科学と化学の学際分野として発展し、マントル物質、マグマ、岩石などを扱っていたが、今日では地球環境問題と関連し、水圏、大気圏、生物圏も研究対象となっている。また、扱う範囲も地球にとどまらない。

## 分類
主な分野、研究対象は次のように分類できる。
火山学、岩石学、鉱物学に関連する分野
地殻、マントル、水圏などにおける、元素や鉱物の分布や移動を調べる分野。
同位体地球化学（isotope geochemistry）
地球上の各元素の同位体組成を調べる分野。物質の輸送、変換過程を調べたり、年代測定を行ったりするために重要な分野である。
宇宙化学（cosmochemistry）
宇宙における元素とそれからなる化学物質の分布を分析する分野。
生物地球化学（biogeochemistry）
地球上の化学過程における生物の役割を研究する分野。
有機地球化学（organic geochemistry）
地球上の有機物質の動態を研究する分野。
環境学、水文学の応用分野

## その他
「日本の地球化学図 元素の分布から何がわかるか?」が、平成17年度環境賞の優良賞を受賞。